# Jankovce, Humenné
Jankovce este o comună slovacă, aflată în districtul Humenné din regiunea Prešov. Localitatea se află la altitudinea de 178 m deasupra n.m., se întinde pe o suprafață de 5,69 km2 și în 2017 număra 265 de locuitori.

## Istoric
Localitatea Jankovce este atestată documentar din 1317.

## Demografie
| An:                | 1994 | 2004   | 2014   | 2024   |
| ------------------ | ---- | ------ | ------ | ------ |
| Număr de persoane: | 279  | 268    | 272    | 269    |
| Diferență:         |      | −3,94% | +1,49% | −1,10% |

| An:                | 2023 | 2024   |
| ------------------ | ---- | ------ |
| Număr de persoane: | 270  | 269    |
| Diferență:         |      | −0,37% |